# Петрів Сергій Богданович
Сергі́й Богда́нович Петрів (1 листопада 1996, м. Теребовля — 14 січня 2024, м. Київ) — молодший сержант бригади «Азов» НГУ. Кавалер орденів «За мужність» ІІІ і ІІ ступенів.

## Життєпис
Народився 1 листопада 1996 в місті Теребовля Тернопільської області.
Не воював в АТО, бо тоді ще був надто молодим, але з початком повномасштабного російського вторгнення у 2022 році став одним з добровольців, які вирушили на деблокаду Маріуполя.
Згодом став командиром відділення, отримав звання молодший сержант.
Під час виконання одного з бойових завдання він зазнав уламкового поранення під лопаткою і був евакуйований на стабілізаційний пункт. Лікарі думали, що з ним робити, а ворог тим часом почав штурмувати позиції, з яких його евакуювали. Сергій одразу викликався в першу групу резерву, щоб допомагати своїм побратимам. Попри поранення він виїхав на завдання, штурм був зупинений.
У січні 2024-го під час виконання бойових завдань потрапив під обстріл із застосуванням хімічної зброї. Через те, що отруйний газ почав ширитися траншеями, військовики «Азова», які розташовувалися на території Серебрянського лісництва, змушені були їх покинути. Коли Сергій виходив з укриття, просто на нього з дрона скинули вибуховий пристрій, осколками воякові сильно посікло ноги.
Спочатку він був евакуйований у Харків, а потім у Київ, але там несподівано стався інфаркт, напевне, спричинений великою кількістю тромбів, які утворюються внаслідок таких поранень.
Похований 17 січня 2024 на Алеї Героїв у Теребовлі.